# Cours, Lot
Cours, Lot là một xã thuộc tỉnh Lot trong vùng Occitanie phía tây nam nước Pháp.